# Nytjärnen (Hotagens socken, Jämtland)
Nytjärnen är en sjö i Krokoms kommun i Jämtland och ingår i Indalsälvens huvudavrinningsområde.